# Горлівська міська рада
Го́рлівська міська́ ра́да — орган місцевого самоврядування Горлівської міської громади Горлівського району Донецькій області. Заснована у 1932 р. як адміністративно-територіальна одиниця з адміністративним центром у місті обласного значення Горлівці.

## Загальні відомості
- Територія ради: 422 км²
- Населення ради: 274 463 особи (станом на 1 лютого 2014 року)[1]

## Адміністративний устрій

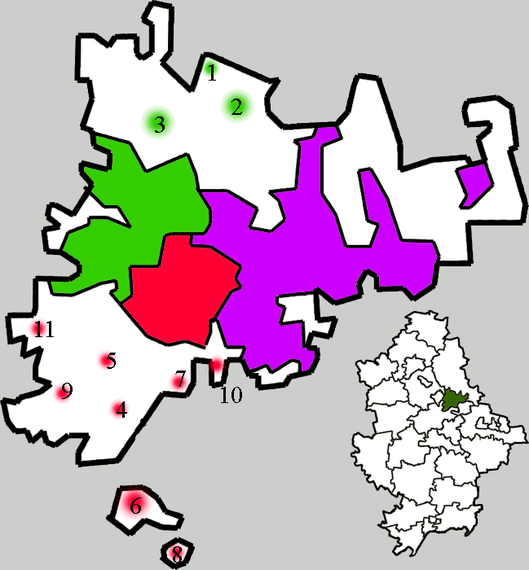
Адміністративний устрій території Горлівської міськради:

| Райони Горлівки: Калінінський Микитівський Центрально-Міський | Населені пункти: 1 — Гладосове 2 — Гольмівський 3 — Зайцеве 4 — Михайлівка 5 — Озерянівка 6 — Пантелеймонівка 7 — П'ятихатки 8 — Рясне 9 — Ставки 10 — Федорівка 11 — Широка Балка |

Міській раді підпорядковані:
- м. Горлівка
- с-ще П'ятихатки
- с-ще Федорівка
- Калінінський район
- Микитівський район
  - Гольмівська селищна рада
    - смт Гольмівський
- Центрально-Міський район
  - Пантелеймонівська селищна рада
    - смт Пантелеймонівка
    - с. Рясне

  - Озерянівська сільська рада
    - с-ще Озерянівка
    - с. Михайлівка
    - с-ще Ставки
    - с-ще Широка Балка

## Склад ради
Рада складається з 76 депутатів та голови.
- Голова ради: Клеп Євген Вікторович
- Секретар ради: Василенко Юрій Павлович

### Керівний склад попередніх скликань
| ПІБ                      | Основні відомості                                               | Дата обрання | Дата звільнення |
| ------------------------ | --------------------------------------------------------------- | ------------ | --------------- |
| Сахарчук Іван Андрійович | Міський голова, 1949 року народження, позапартійна              | 26.03.2006   | 31.10.2010      |
| Клеп Євген Вікторович    | Міський голова, 1981 року народження, освіта вища, безпартійний | 31.10.2010   |                 |

Примітка: таблиця складена за даними сайту Верховної Ради України

### Депутати
За результатами місцевих виборів 2010 року:
- Кількість мандатів: 76
- Кількість мандатів, отриманих за результатами виборів: 75
- Кількість мандатів, що залишаються вакантними: 1

#### За суб'єктами висування
| Суб'єкт висування                                       | Кількість обраних депутатів | %    |
| ------------------------------------------------------- | --------------------------- | ---- |
| Партія регіонів                                         | 58                          | 77,3 |
| Політична партія «Сильна Україна»                       | 7                           | 9,3  |
| Комуністична партія України                             | 4                           | 5,3  |
| Політична партія Всеукраїнське об'єднання «Батьківщина» | 2                           | 2,7  |
| Політична партія «Європейська партія України»           | 2                           | 2,7  |
| Єдиний Центр                                            | 1                           | 1,3  |
| Партія «Справедливість»                                 | 1                           | 1,3  |

#### За округами
| № округу                                                | Прізвище, ім'я, по батькові        | Дата визнання обраним | Освіта             | Партійна приналежність                              | Відомості про обраного депутата |
| ------------------------------------------------------- | ---------------------------------- | --------------------- | ------------------ | --------------------------------------------------- | --- |
| Єдиний Центр                                            |                                    |                       |                    |                                                     | |
| б/м                                                     | Крикуленко Юрій Олексійович        | 04.11.2010            | вища               | член Єдиного Центру                                 | приватний підприємець |
| Комуністична партія України                             |                                    |                       |                    |                                                     | |
| б/м                                                     | Пижов Іван Іванович                | 04.11.2010            | вища               | член Комуністичної партії України                   | пенсіонер |
| б/м                                                     | Гречко Інна Вікторівна             | 04.11.2010            | вища               | член Комуністичної партії України                   | ДонНТУ Горлівський АДі, викладач |
| б/м                                                     | Шеворикіна Алла Матвіївна          | 04.11.2010            | вища               | член Комуністичної партії України                   | пенсіонер |
| б/м                                                     | Сарана Олександр Олексійович       | 04.11.2010            | вища               | член Комуністичної партії України                   | ГЖКТ, старший викладач |
| Партія регіонів                                         |                                    |                       |                    |                                                     | |
| б/м                                                     | Бондар Наталія Іванівна            | 04.11.2010            | вища               | член Партії регіонів                                | Горлівська міська організація Партії регіонів, керівник апарату |
| б/м                                                     | Попов Михайло Миколайович          | 04.11.2010            | вища               | член Партії регіонів                                | Горлівська міська рада, перший заступник міського голови |
| б/м                                                     | Поляков Віталій Станіславович      | 04.11.2010            | вища               | член Партії регіонів                                | Товаристо з обмеженою відповідальністю Промислова група «Укрфільтрсервіс» завод «Фільтр», генеральний директор                                                                       |
| б/м                                                     | Ханін Михайло Іванович             | 04.11.2010            | вища               | член Партії регіонів                                | ТОВ «Микитртуть», директор |
| б/м                                                     | Ігнатенко Анатолій Юрійович        | 04.11.2010            | вища               | член Партії регіонів                                | Структурний підрозділ «Шахта ім. Калініна» Державного підприємства «Артемвугілля», бригадир прохідників                                                                              |
| б/м                                                     | Бєлоусов Олександр Васильович      | 04.11.2010            | вища               | член Партії регіонів                                | Горлівська міська рада, секретар ради |
| б/м                                                     | Прожога Володимир Олександрович    | 04.11.2010            | вища               | член Партії регіонів                                | ТОВ інвестиційна компанія «Стиролхімінвест», директор |
| б/м                                                     | Василенко Юрій Павлович            | 04.11.2010            | вища               | член Партії регіонів                                | Горлівське відділення страхової кампанії «Універсальна», начальник |
| б/м                                                     | Зделов Стефан Васильович           | 04.11.2010            | вища               | член Партії регіонів                                | ВАТ «Концерн Стирол», головний будівельник |
| б/м                                                     | Мазіна Галина Олександрівна        | 04.11.2010            | вища               | член Партії регіонів                                | Горлівська станція швидкої медичної допомоги, головний лікар |
| б/м                                                     | Кузін Андрій Михайлович            | 04.11.2010            | вища               | член Партії регіонів                                | приватний підприємець Вовк В. С., керівник відділу логістики |
| б/м                                                     | Колосов Олександр Федорович        | 04.11.2010            | вища               | член Партії регіонів                                | Донбаська електроенергетична система Державне підприємство Національна енергетична компанія «Укренерго», директор                                                                    |
| б/м                                                     | Ковила Євген Миколайович           | 04.11.2010            | вища               | член Партії регіонів                                | Відділення виконавчої дирекції Фонду соціального страхування від нещасних випадків на виробництві та профзахворювань в Калінінському районі м. Горлівки Донецької області, начальник |
| б/м                                                     | Єрохіна Тетяна Іванівна            | 04.11.2010            | вища               | член Партії регіонів                                | Комунальне підприємство "Горлівська міська редакція радіомовлення «Радіо Горлівки», директор                                                                                         |
| б/м                                                     | Радов Сергій Володимирович         | 04.11.2010            | вища               | член Партії регіонів                                | Повне товариство «Віра», директор |
| б/м                                                     | Пєчніков Ігор Вікторович           | 04.11.2010            | вища               | член Партії регіонів                                | ЗАТ «Горлівський машинобудівник», начальник служби управління персоналом |
| б/м                                                     | Лазарев Володимир Миколайович      | 04.11.2010            | вища               | член Партії регіонів                                | Благодійний фонд «Вітязь», заступник директора |
| б/м                                                     | Кисельов Олександр Артемович       | 04.11.2010            | вища               | член Партії регіонів                                | ВАТ «Концерн Стирол», заступник технічного директора |
| б/м                                                     | Татаренко Ігор Олександрович       | 04.11.2010            | вища               | член Партії регіонів                                | ТОВ «Укрпродтехкомплект», директор |
| б/м                                                     | Гнатюк Сергій В'ячеславович        | 04.11.2010            | вища               | член Партії регіонів                                | Горлівська міська рада, начальник управління муніципального розвитку |
| б/м                                                     | Девотченков Андрій Миколайович     | 04.11.2010            | середня            | член Партії регіонів                                | ТОВ «Інвестиційні торговельні мережі», комерційний директор |
| б/м                                                     | Коренєва Любов Миколаївна          | 04.11.2010            | вища               | член Партії регіонів                                | ВАТ «Пантелеймонівський вогнетривкий завод», заступник голови правління з економіки та фінансів                                                                                      |
| б/м                                                     | Біловолов Михайло Павлович         | 22.08.2013            | вища               | член Партії регіонів                                | ТОВ «Белплит», директор |
| б/м                                                     | Тятков Сергій Вікторович           | 11.01.2014            | вища               | член Партії регіонів                                | ВАТ «Концерн Стирол», головний бухгалтер служби головного бухгалтера управління концерном                                                                                            |
| 1                                                       | Оловаренко Олександр Володимирович | 04.11.2010            | вища               | член Партії регіонів                                | ЗАТ «Горлівський машинобудівельник», голова об'єднаної первинної профспілкової організації                                                                                           |
| 2                                                       | Школяренко Сергій Миколайович      | 04.11.2010            | вища               | член Партії регіонів                                | Центральні електричні мережі ВАТ «Донецькобленерго», директор |
| 4                                                       | Долгополов Андрій Анатолійович     | 04.11.2010            | середня            | член Партії регіонів                                | Шахта ім. Леніна Державного підприємства «Артемвугілля», забійник |
| 5                                                       | Мамєєв Сергій Гарольдович          | 04.11.2010            | вища               | член Партії регіонів                                | Шахта ім. Леніна Державного підприємства «Артемвугілля», голова профспілкового комітету                                                                                              |
| 6                                                       | Козирєв Борис Іванович             | 04.11.2010            | вища               | член Партії регіонів                                | ЗАТ «Гумовотехнічні вироби», президент |
| 7                                                       | Артемова Юлія Анатоліївна          | 04.11.2010            | вища               | член Партії регіонів                                | НВК для дітей з вадами зору «Дитячий садок № 1 — загальноосвітня школа № 31» м. Горлівки, директор                                                                                   |
| 8                                                       | Кобець Олександр Миколайович       | 04.11.2010            | вища               | член Партії регіонів                                | Горлівський наркологичний диспансер, головний лікар |
| 9                                                       | Чальцев Михайло Миколайович        | 04.11.2010            | вища               | член Партії регіонів                                | Автомобільно-дорожній інститут ДВНЗ «Донецький національний технічний університет», директор                                                                                         |
| 10                                                      | Ляпін Віктор Олексійович           | 04.11.2010            | вища               | член Партії регіонів                                | Горлівська міська санітарно-епідеміологічна станція, головний державний санітарний лікар                                                                                             |
| 11                                                      | Басова Світлана Володимирівна      | 04.11.2010            | вища               | член Партії регіонів                                | приватний підприємець |
| 12                                                      | Івлев Анатолій Михайлович          | 04.11.2010            | вища               | член Партії регіонів                                | Центр телекомунікаційних послуг № 3 м. Горлівка Донецької філії ВАТ «Укртелеком», начальник                                                                                          |
| 13                                                      | Шаповалова Тамара Григорівна       | 04.11.2010            | вища               | член Партії регіонів                                | Міська лікарня № 2 м. Горлівки, головний лікар |
| 14                                                      | Докашенко Віктор Миколайович       | 04.11.2010            | вища               | член Партії регіонів                                | Горлівський Державний педагогічний інститут іноземних мов, ректор |
| 15                                                      | Бойцов Андрій Миколайович          | 04.11.2010            | вища               | член Партії регіонів                                | Фірма «Стиролхімтрейд» ВАТ "Концерн «Стирол», директор з комерції — директор фірми                                                                                                   |
| 16                                                      | Дідан Наталія Миколаївна           | 04.11.2010            | вища               | член Партії регіонів                                | загальноосвітня школа I-III ст. № 19 м. Горлівка, директор |
| 19                                                      | П'яних Ігор Анатолійович           | 04.11.2010            | вища               | член Партії регіонів                                | ТОВ «ВІТЕЛ», керівник |
| 20                                                      | Бут Сергій Вікторович              | 04.11.2010            | вища               | член Партії регіонів                                | загальноосвітня школа I-III ст. № 50 м. Горлівки, директор |
| 21                                                      | Коржукова Ірина Миколаївна         | 29.04.2013            | середня спеціальна | член Партії регіонів                                | Шахта ім. Рум"янцева, машиніст підйому |
| 22                                                      | Гречина Василь Петрович            | 04.11.2010            | вища               | член Партії регіонів                                | Горлівське міське товариство інвалідів «Товарищ», голова |
| 23                                                      | Жаботинська Любов Костянтинівна    | 04.11.2010            | вища               | член Партії регіонів                                | пенсіонер |
| 24                                                      | Алексеєва Лариса Георгіївна        | 04.11.2010            | вища               | член Партії регіонів                                | Центр позашкільної освіти управління освіти Горлівської міської ради, старший педагог-організатор                                                                                    |
| 25                                                      | Анісковець Сергій Дем'янович       | 04.11.2010            | вища               | член Партії регіонів                                | приватний підприємець |
| 26                                                      | Деркачов Євген Миколайович         | 04.11.2010            | вища               | член Партії регіонів                                | Горлівське міське споживче товариство «Нива», директор, голова правління |
| 27                                                      | Засульський Вадим Вікторович       | 04.11.2010            | вища               | член Партії регіонів                                | Структурний підрозділ «Шахта ім. А. І. Гайового» Державного підприємства «Артемвугілля», директор                                                                                    |
| 28                                                      | Мазур Галина Карпівна              | 04.11.2010            | вища               | член Партії регіонів                                | загальноосвітня школа I-III ст. № 29 м. Горлівка, директор |
| 30                                                      | Іванніков Вадим Леонідович         | 04.11.2010            | вища               | член Партії регіонів                                | Міська лікарня № 1 м. Горлівки, головний лікар |
| 31                                                      | Кудрякова Адія Абдрашитівна        | 04.11.2010            | вища               | член Партії регіонів                                | Управління муніципального розвитку Горлівської міської ради, заступник начальника відділу комунальної власності                                                                      |
| 32                                                      | Житльонок Мусій Самсонович         | 04.11.2010            | вища               | член Партії регіонів                                | Державне підприємство «Артемвугілля», заступник технічного директора з науково-дослідницьких робіт та провадження досягнень науки і техніки в виробництво                            |
| 33                                                      | Ханін Артем Михайлович             | 04.11.2010            | вища               | член Партії регіонів                                | ТОВ науково-виробничого підприємства «Микитсервіс», директор |
| 34                                                      | Опалюк Надія Леонідівна            | 04.11.2010            | вища               | член Партії регіонів                                | ТОВ Промислова група «Укрфільтрсервіс» завод «Фільтр», заступник генерального директора по зв'язкам з громадскісью                                                                   |
| 35                                                      | Толкачов Ігор Володимирович        | 04.11.2010            | вища               | член Партії регіонів                                | приватний підприємець |
| 36                                                      | Мітішов Олександр Костянтинович    | 04.11.2010            | вища               | член Партії регіонів                                | ТОВ «Ремтехсервіс», засновник |
| 37                                                      | Астапенков Сергій Васильович       | 24.01.2011            | вища               | член Партії регіонів                                | КП по теплопостачанню «Вуглик», директор |
| 38                                                      | Артемов Олександр Олександрович    | 04.11.2010            | вища               | член Партії регіонів                                | приватний підприємець |
| Партія «Справедливість»                                 |                                    |                       |                    |                                                     | |
| 17                                                      | Жмурко Андрій Анатолійович         | 04.11.2010            | вища               | позапартійний                                       | ТОВ «Інсайт Капітал», фахівець з професійної діяльності з цінними паперами |
| Політична партія Всеукраїнське об'єднання «Батьківщина» |                                    |                       |                    |                                                     | |
| б/м                                                     | Мізерний Олександр Олексійович     | 04.11.2010            | вища               | член Всеукраїнського об'єднання «Батьківщина»       | пенсіонер |
| б/м                                                     | Рибак Володимир Іванович           | 04.11.2010            | вища               | член Всеукраїнського об'єднання «Батьківщина»       | пенсіонер |
| Політична партія «Європейська партія України»           |                                    |                       |                    |                                                     | |
| б/м                                                     | Жук Юрій Вікторович                | 04.11.2010            | вища               | член Політичної партії «Європейська партія України» | ТОВ «Алсарт групп», директор та засновник компанії |
| б/м                                                     | Соломаха Вадим Миколайович         | 04.11.2010            | вища               | позапартійний                                       | КП ГТТУ, начальник КП ГТТУ |
| Політична партія «Сильна Україна»                       |                                    |                       |                    |                                                     | |
| б/м                                                     | Губанов Олег Володимирович         | 04.11.2010            | вища               | член Політичної партії «Сильна Україна»             | ТОВ «ЕЛЕКТРО ТРАНС»; приватний підприємець, менеджер з режимно-пропускної системи |
| б/м                                                     | Назаренко Владислав Володимирович  | 04.11.2010            | вища               | член Політичної партії «Сильна Україна»             | ТОВ «Укрпром-транссервіс», директор |
| б/м                                                     | Пархоменко Валерій Володимирович   | 04.11.2010            | вища               | член Політичної партії «Сильна Україна»             | тимчасово не працює |
| б/м                                                     | Девотченков Геннадій Вікторович    | 04.11.2010            | середня            | член Політичної партії «Сильна Україна»             | Горлівське міське споживче товариство «Нива»; приватний підприємець, адміністратор                                                                                                   |
| б/м                                                     | Плитка Володимир Васильович        | 04.11.2010            | вища               | член Політичної партії «Сильна Україна»             | ТОВ «ДПК», директор |
| 18                                                      | Кутаєв Віктор Дмитрович            | 04.11.2010            | середня            | член Політичної партії «Сильна Україна»             | приватний підприємець |
| 29                                                      | Гаджиєв Сергій Олександрович       | 04.11.2010            | вища               | позапартійний                                       | «Центральноміське відділення ПАТ Промінвестбанк в місті Горлівка Донецької області», керуючий філією                                                                                 |